# 戦闘情報収集科 (イスラエル国防軍)
戦闘情報収集科 (英語: Combat Intelligence Collection Corps, ヘブライ語: חיל האיסוף הקרבי) は、2000年に編成されたイスラエル陸軍指揮下の5つの戦闘兵科の一つである。

## 概要
イスラエル国防軍の戦闘情報収集能力は従来から優れたものだったが、さまざまな部隊や組織が独自に情報収集を行っていたため効率が良いとは言えなかった。このためイスラエル軍は情報収集を専門に行う組織として2000年に野戦情報科(英語: Field Intelligence Corps, ヘブライ語: חיל מודיעין השדה) を編成し、2009年に現在の名称に変更された。
野戦情報科の直接の前身(母体)となったのは、1993年に編成された"標的野戦情報部隊" (Target Field Intelligence Unit, 別名"YAHMAM"あるいは"ニツァン部隊")である。この部隊は主にレバノン南部やゴラン高原方面で活動する参謀本部直轄部隊であり、また砲兵科の指揮も受けていた。

## 編成
現在、戦闘情報収集科は以下の部隊より構成されている。
- 第414"ネシェル"野戦情報大隊 - 南部軍、第143"ファイアフォックス"地域師団（英語版）隷下 - ガザ地区担当。
- 第595"アヒト"野戦情報大隊 - 北部軍、第210"バシャン"地域師団（英語版）隷下 - シリアおよびゴラン高原方面を担当。
- 第636"ニツァン"野戦情報大隊 -  中央軍、第877"ユダヤ・サマリア"地域師団（英語版）隷下 - ヨルダン川西岸地区およびヨルダン渓谷方面を担当。
- 第727"ラーム/エイタム"野戦情報大隊 - 南部軍、第80"エドム"地域師団（英語版）隷下 - ネゲヴ方面を担当。
- 第869"シャハフ"野戦情報大隊 - 北部軍、第91"ガリラヤ"地域師団（英語版）隷下 - レバノン方面を担当。
- 野戦情報学校 - 中央軍所属。
- 戦闘情報収集科司令部 - 中央軍所属。

上記のうち、第414"ネシェル"大隊、第636"ニツァン"大隊、第869"シャハフ"大隊は長年の経験を積んだベテラン部隊で、特殊部隊に分類される。
また、第595"アヒト"大隊、第869"シャハフ"大隊は現在も北部軍において"標的野戦情報部隊"と呼ばれる特殊部隊を構成しているとされる。

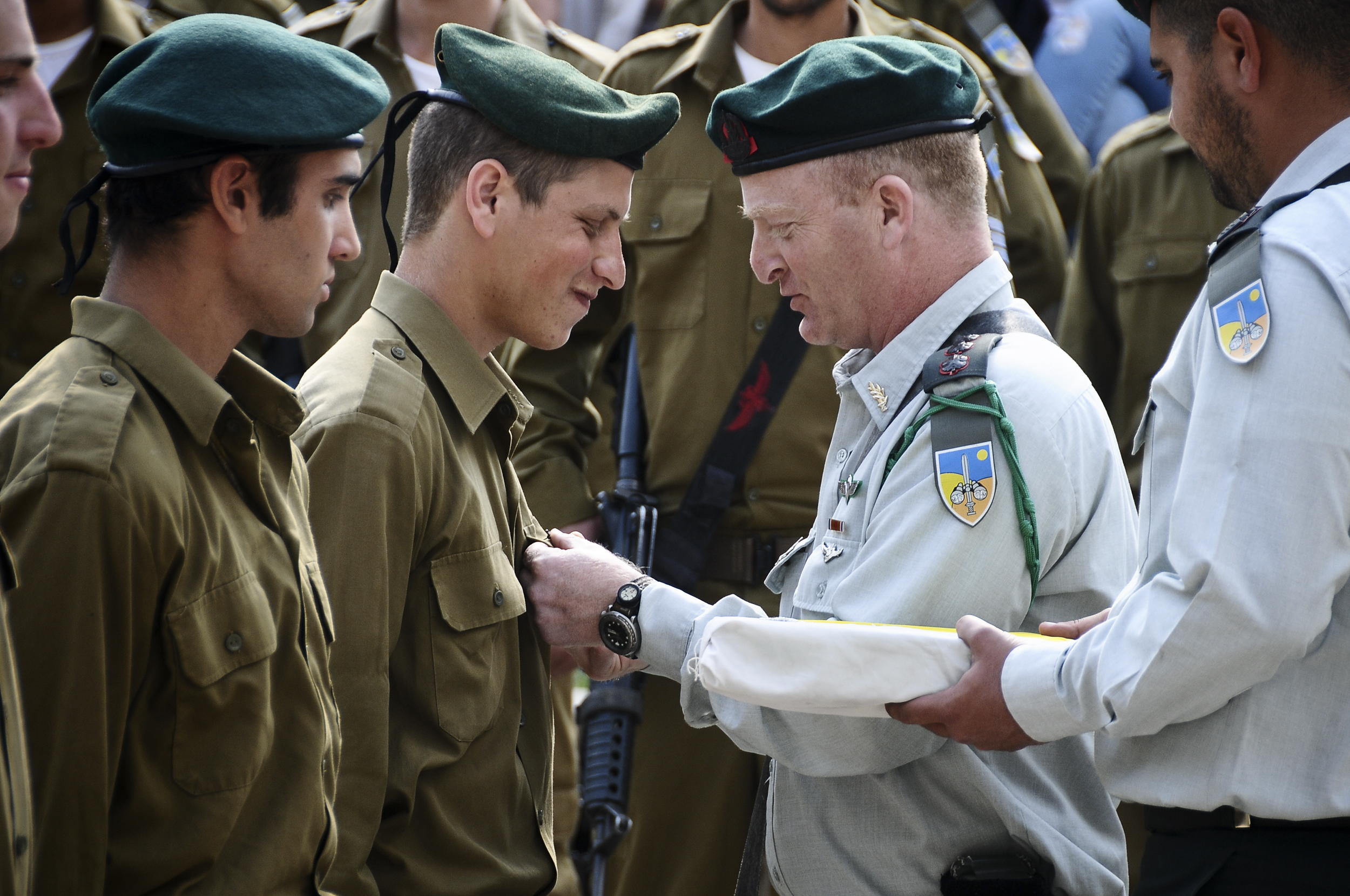
野戦情報学校の卒業式典。
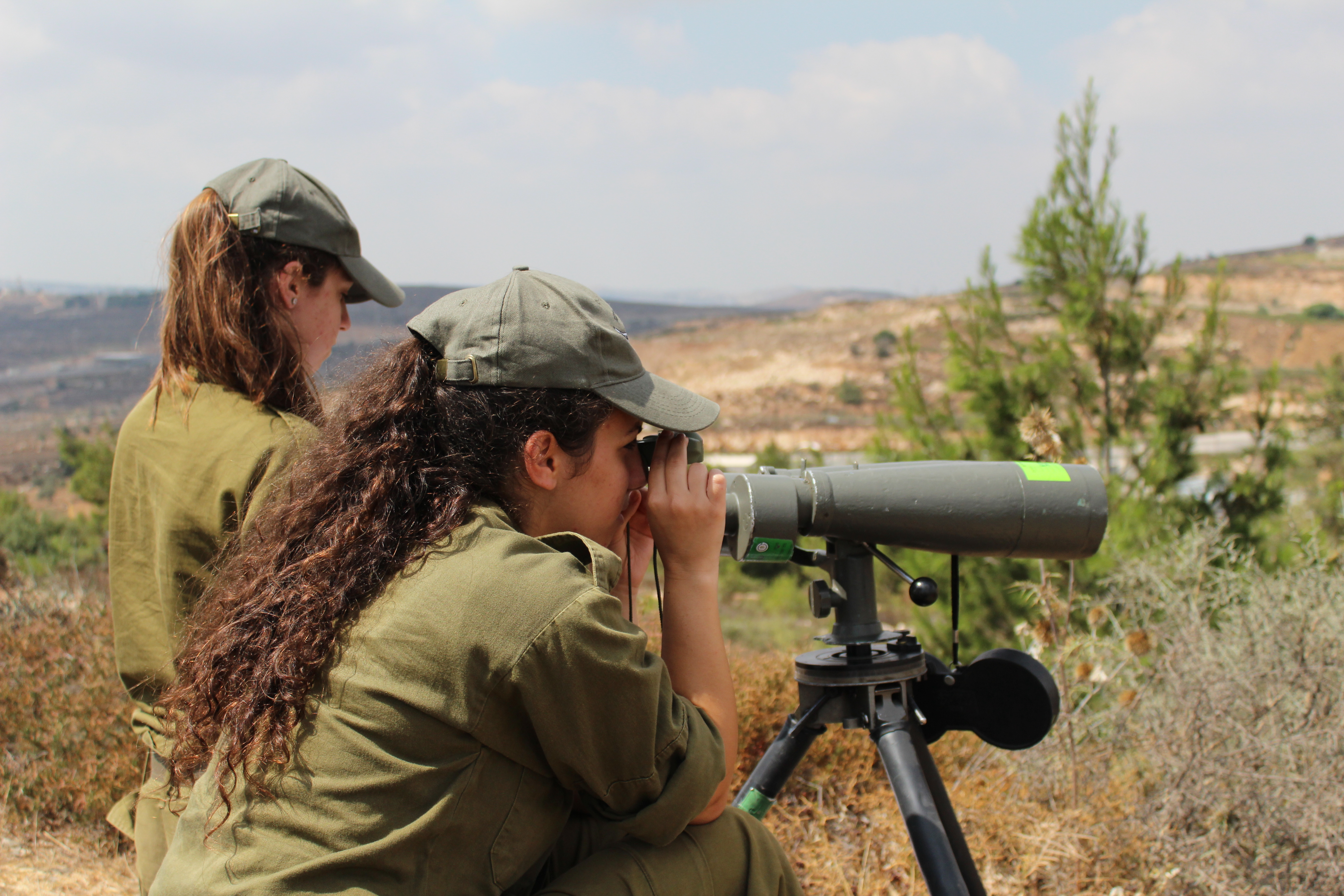
観測訓練を行う戦闘情報収集科の女性兵士。
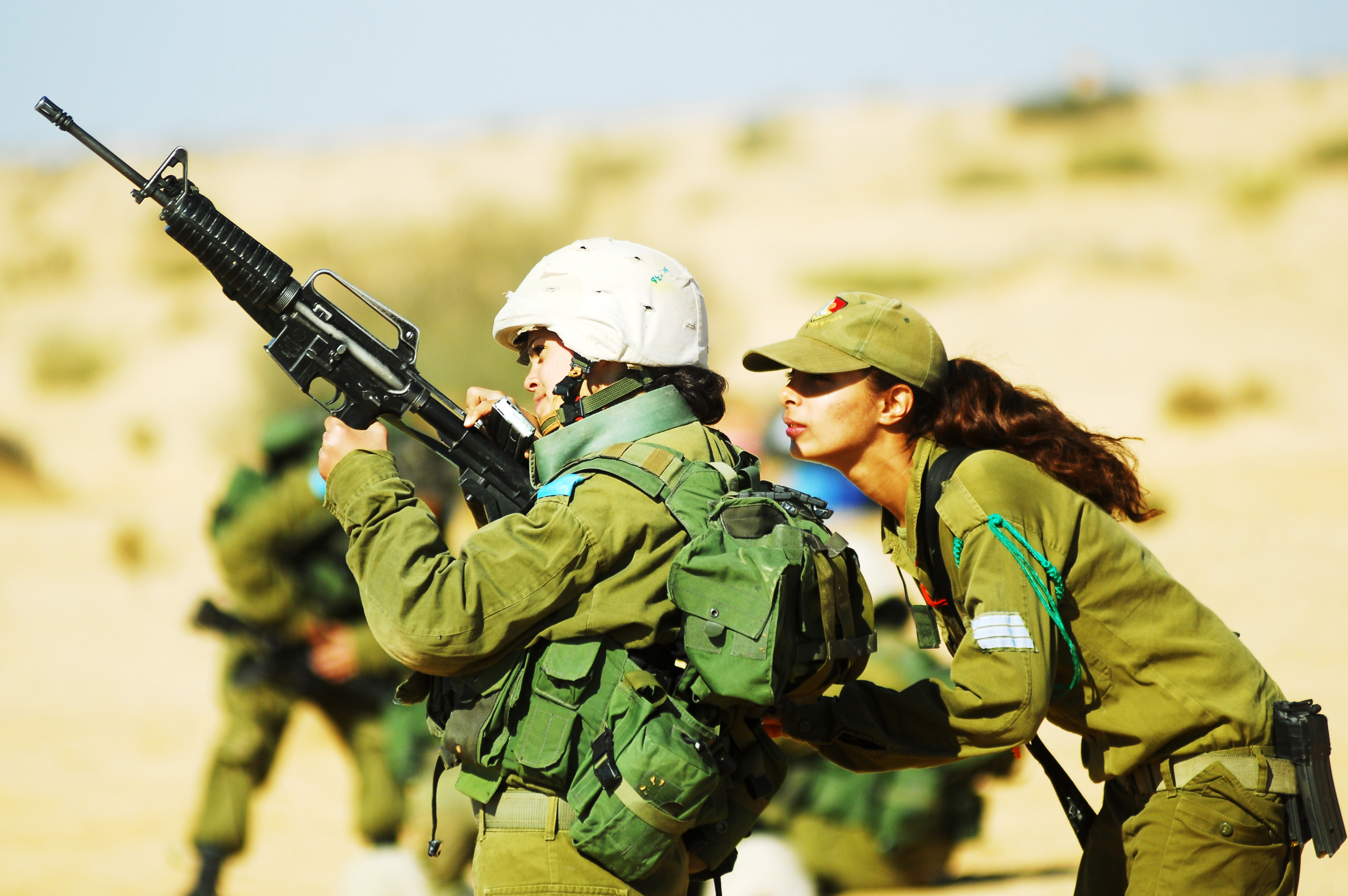
銃の操作を学ぶ戦闘情報収集科の女性兵士。
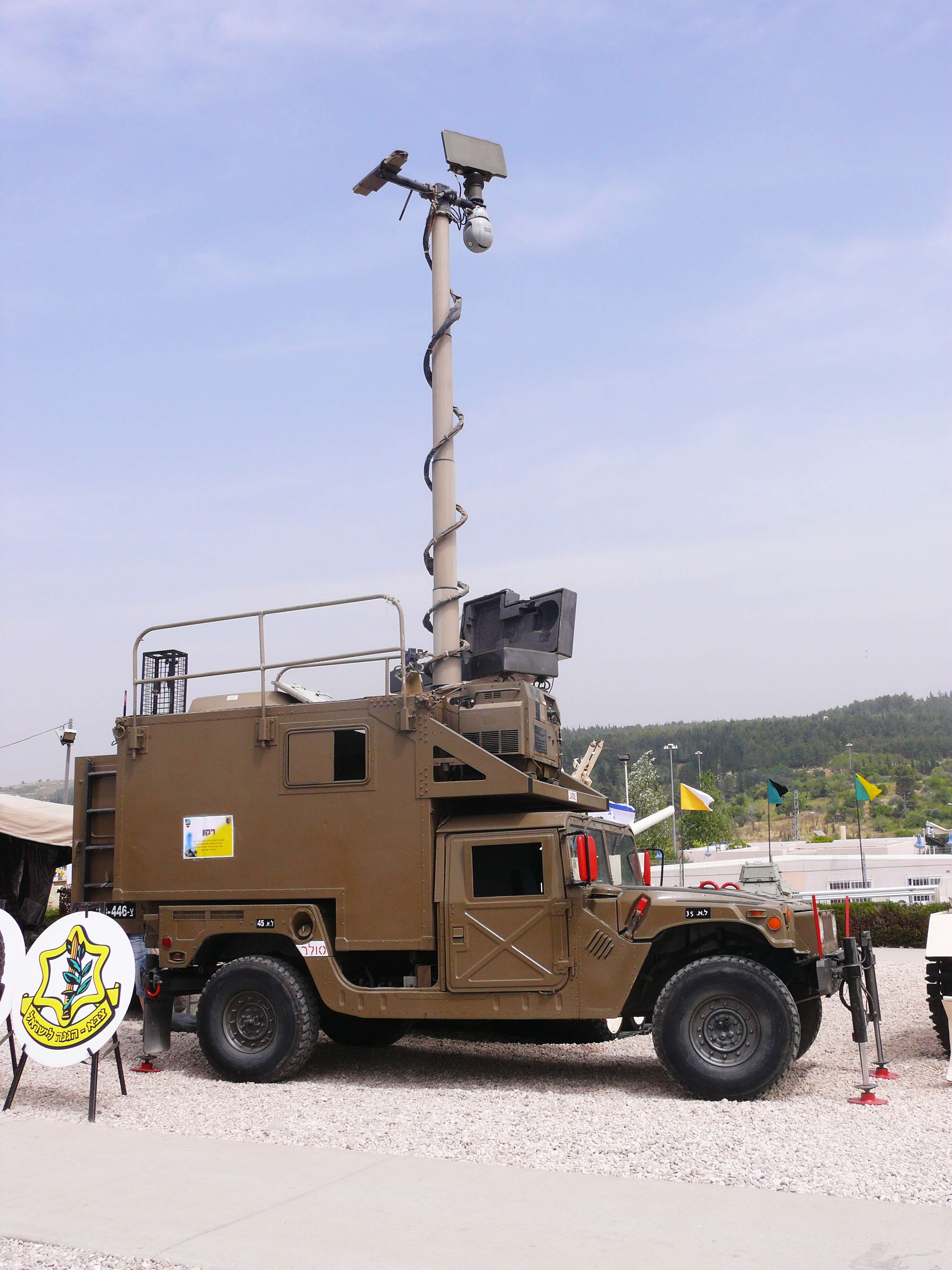
戦闘情報収集科で使用される"ラクーン"と呼ばれる観測車両。ハンヴィーに観測機材を搭載している。